# Banjanovec
Banjanovec ali Banyanski fikus (znanstveno ime Ficus bengalensis) je tropsko drevo iz družine murvovk.

## Opis
Banjanovec je drevo, ki doseže višino preko 30 metrov in ima zanimivo krošnjo, ki je bolj podobna gozdu kot krošnji. Iz krošnje, točneje iz vej poganjajo proti tlom številne zračne korenine, ki sprva samo vsrkavajo zračno vlago, ko pa dosežejo tla se vrastejo in privzamejo vlogo pomožnega debla. Tako stara drevesa izgledajo kot velik grm ali celo velik gozd. Ponekod v Indije stari banjanovci pokrivajo površino več hektarjev.
Listi banjanovca so usnjati in jajčasti, v dolžino pa dosežejo do 20 cm. Po zgornji strani so povoščeni in temno zelene barve, po spodnji strani pa imajo močno izražene listne žile. Listni peclji so kosmati, enako kosmati pa so tudi mladi poganjki. 
Plodovi so majhne oranžno rdeče okrogle jagode.

## Razširjenost in uporabnost
Banjanovec je endemična rastlina tropskega pasu bangladeša, Indije in Šri Lanke. Razmnožuje se s potaknjenci, koreninami in semeni. Drevo nima gospodarske vrednosti, gojijo ga le kot okrasno rastlino.